# 헤르만 파울

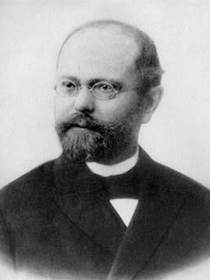

헤르만 파울(Hermann Paul, 1846년 8월 7일 ~ 1921년 12월 29일)은 독일의 언어학자로, 젊은이 문법학파의 가장 뛰어난 이론가였다.